# Paragryllodes madecassus
Paragryllodes madecassus är en insektsart som beskrevs av Lucien Chopard 1927. Paragryllodes madecassus ingår i släktet Paragryllodes och familjen syrsor. Inga underarter finns listade i Catalogue of Life.